# Фридрихсхайн-Кройцберг
Фридрихсхайн-Кройцберг (нем. Friedrichshain-Kreuzberg) — центральный административный округ Берлина, который был образован из округов Фридрихсхайн (Восточный Берлин) и Кройцберг (Западный Берлин).

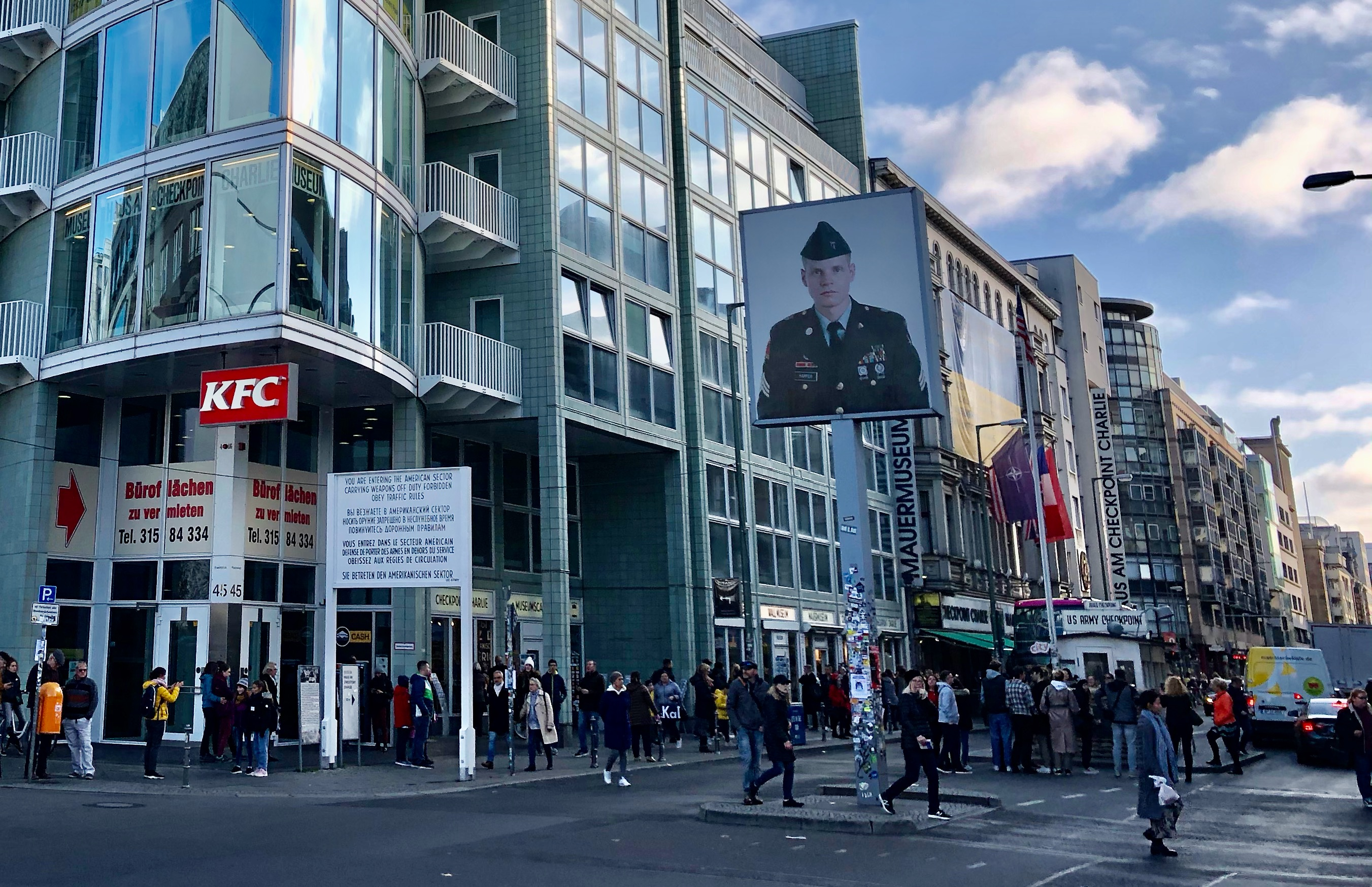
Чекпоинт Чарли

В Окрсовет на выборах 2016 года прошли 8 партий.

## Районы в составе округа Фридрихсхайн-Кройцберг
- 0201 Фридрихсхайн (нем. Friedrichshain)
- 0202 Кройцберг (нем. Kreuzberg)